# Dicranomyia (Dicranomyia) basuto
Dicranomyia (Dicranomyia) basuto is een tweevleugelige uit de familie steltmuggen (Limoniidae). De soort komt voor in het Afrotropisch gebied.